# Level Up Project!
Level Up Project! (en hangul, 레벨 업 프로젝트!) es un docu-reality surcoreano que presenta al grupo musical femenino Red Velvet en diversas actividades de viajes y entretenimiento. Ha sido transmitido durante cinco temporadas a través de la aplicación móvil Oksusu, sumándose luego las cadenas KBS Joy (primera temporada), XtvN (segunda temporada) y JTBC4 (tercera temporada). El primer capítulo fue emitido el 27 de julio de 2017.

## Sinopsis
A través de las distintas temporadas, la serie sigue a Irene, Seulgi, Wendy, Joy y Yeri, miembros del grupo surcoreano Red Velvet, en viajes de vacaciones a distintas partes del mundo, acompañándolas en su diario vivir y en diversas actividades de turismo y entretenimiento programadas por el equipo de producción del programa.

### Primera temporada (2017)
Durante la primera temporada, que no contó con la presencia de Joy por encontraste filmando la serie de televisión The Liar and His Lover, las miembros visitaron Tailandia, donde conocieron diversos lugares, explorando las ciudades y realizando juegos y desafíos. Tras su llegada a Bangkok, visitaron Pattaya, ubicada al sureste de la capital, donde visitaron, entre otros lugares, la isla coral de Ko Lan, en donde realizaron paravelismo y caminata submarina; una granja de cocodrilos y el mercado flotante de la ciudad. También visitaron la playa de Jomtien y el famoso centro comercial Central Marina. De regreso a Bangkok, visitaron el Mercado Tradicional, el Mercado Chatuchak, reconocido como uno de los más grandes del mundo, y recorrieron el Río Chao Phraya.
Los episodios de la primera temporada fueron emitidos todos los jueves y sábados desde el 27 de julio de 2017 a las 10:00 h. (KST) hasta el 10 de septiembre, a través de la aplicación de vídeo móvil Oksusu. Desde el 2 de agosto de 2017, los episodios fueron transmitidos por la compañía surcoreana KBS Joy todos los miércoles a las 14:10 h. (KST). Esta temporada cuenta con cuatro episodios especiales finales de corta duración.

### Segunda temporada (2018)
En la segunda temporada, las miembros viajaron al sur de Corea del Sur, a la Provincia de Jeolla del Sur y la Provincia de Gyeongsang del Sur, visitando las ciudades de Namhae, Yeosu y Tongyeong. En Namhae, asistieron a la Reserva Yangmori School y a la Villa Alemana de dicha ciudad. Luego, en la zona costera de Yeosu practicaron tirolesa, pesca y disfrutaron de las actividades nocturnas que ofrece la ciudad. Finalmente se trasladaron a la ciudad de Tongyeong, donde, a través de dinero ficticio, tuvieron que pagarse sus propias actividades, donde practicaron karaoke sobre el mar, realizaron paseos en yate y visitaron atracciones nocturnas, además de conocer la Playa Hakdong Mongdol.
Esta temporada tuvo la particularidad de que las mismas protagonistas fueron filmadas compartiendo y contando sus experiencias vividas observando el programa, en escenas que fueron insertadas a lo largo de toda la emisión. 
El primer episodio fue transmitido el 8 de enero de 2018 a través de Oksusu y por la cadena de televisión XtvN, tuvo una duración de 60 episodios, siendo la temporada más larga, y finalizó el 17 de marzo del mismo año.

### Tercera temporada (2018)
Para la tercera temporada, Red Velvet se trasladó por primera vez a Europa, siendo Liubliana, la capital de Eslovenia, el destino escogido. Visitaron la Plaza Preseren, la Plaza Vodnik, realizaron un tour en bote sobre el río Ljubljanica, conocieron el Puente de los Dragones y el gran Castillo Medieval de Liubliana. También se trasladaron a la ciudad de Bled, donde navegaron el Lago de Bled junto a los Alpes julianos y visitaron la reconocida Isla de Bled, única isla natural de Eslovenia. Visitaron además la montaña Vogel y el Lago Bohinj dentro del Parque nacional del Triglav.
Posteriormente practicaron skydiving en un centro de entrenamiento profesional y visitaron la ciudad de Brda, en la frontera con Italia, donde conocieron el Viñedo de Kabaj. Luego se trasladaron a la ciudad de Kranj y al Municipio de Piran, ciudad puerto ubicada en la costa del Mar Adriático. Allí, conocieron la Plaza Tartini, el Monasterio Minorita, el Museo Marítimo y los Muros de Piran, entre otros lugares turísticos, finalizando el viaje en el río Kokra, a los pies de las montañas Karavanke.
Fue transmitido de lunes a viernes, desde el 13 de agosto de 2018 a las 22:00 h. (KST) hasta el 15 de octubre, a través de la aplicación móvil Oksusu y, para Tailandia, a través de la app TrueID. Luego se sumó la señal JTBC4.
El programa sirvió como promoción para su miniálbum Summer Magic y su sencillo principal, «Power Up», lanzado el 6 de agosto de ese mismo año.

### Cuarta temporada:Spin-off(2020)
El 14 de junio de 2020, se anunció la realización de un spin-off de la serie, titulado Level Up Thrilling (아슬한) Project, también conocido como Level Up Irene x Seulgi Project, o simplemente Level Up Project! 4, en donde se le haría seguimiento a Irene y Seulgi, dos miembros de Red Velvet, en su vida cotidiana, durante doce episodios. Esto a modo de promoción del álbum Monster, primer disco de la primera subunidad del grupo compuesta por ambas integrantes. La serie se estrenó el 8 de julio de 2020 y su último capítulo fue emitido el 12 de agosto, y fue transmitida a través de la aplicación móvil Wavve y por YouTube, todos los miércoles a las 11:00 h. (KST).

### Quinta temporada (2022)
Tras cuatro años desde la realización de la tercera temporada, las cinco miembros volvieron a reunirse para filmar una nueva edición de su reality show. El grupo se trasladó a la Isla de Jeju en Corea del Sur para pasar dos días de relajo y entretención. Se trasladaron a la playa Woljeongri donde practicaron kayak en barcazas transparentes; luego fueron a la ciudad de Seogwipo donde visitaron el jardín botánico Boromwat. Posteriormente participaron de una carrera de autos en una pista de vehículos go-kart. Al segundo día tuvieron clases de Hula en un camping temático de Hawái para finalmente practicar tirolesa en un centro de entrenamiento ubicado en medio de un bosque. Cada actividad fue seleccionada previamente por cada una de las integrantes del grupo. El traslado del grupo de una actividad a otra fue realizada en vehículo, con Irene, líder del grupo, conduciendo la mayor parte del tiempo.
La quinta temporada fue transmitida por Wavve todos los viernes a partir del 23 de septiembre de 2022, finalizando el 27 de octubre de 2022.

## Temporadas
| Temporada | Temporada | Episodios | Episodios | Emisión original         | Emisión original         |
| Temporada | Temporada | Episodios | Episodios | Primera emisión          | Última emisión           |
| --------- | --------- | --------- | --------- | ------------------------ | ------------------------ |
|           | 1         | 23        | 23        | 27 de julio de 2017      | 10 de septiembre de 2017 |
|           | 2         | 60        | 60        | 8 de enero de 2018       | 17 de marzo de 2018      |
|           | 3         | 40        | 40        | 13 de agosto de 2018     | 15 de octubre de 2018    |
|           | 4         | 16        | 16        | 8 de julio de 2020       | 8 de septiembre de 2020  |
|           | 5         | 12        | 12        | 23 de septiembre de 2022 | 27 de octubre de 2022    |

## Elenco
- Bae Joo-hyun, más conocida como Irene. (Temporadas 1, 2, 3, 4 y 5)
- Kang Seul-gi, más conocida como Seulgi. (Temporadas 1, 2, 3, 4 y 5)
- Son Seung-wan, más conocida como Wendy. (Temporadas 1, 2, 3 y 5)
- Park Soo-young, más conocida como Joy. (Temporadas 2, 3 y 5)
- Kim Ye-rim, más conocida como Yeri. (Temporadas 1, 2, 3 y 5)

## Cadenas de transmisión

### Corea del Sur
- Oksusu (Temporada 1-3)[12]
- KBS Joy (Temporada 1)[13]
- XtvN (Temporada 2)[14]
- JTBC4 (Temporada 3)[15]
- Wavve (Temporada 4-5)[9]

### Tailandia
- True ID[12]